# Schweinebauch

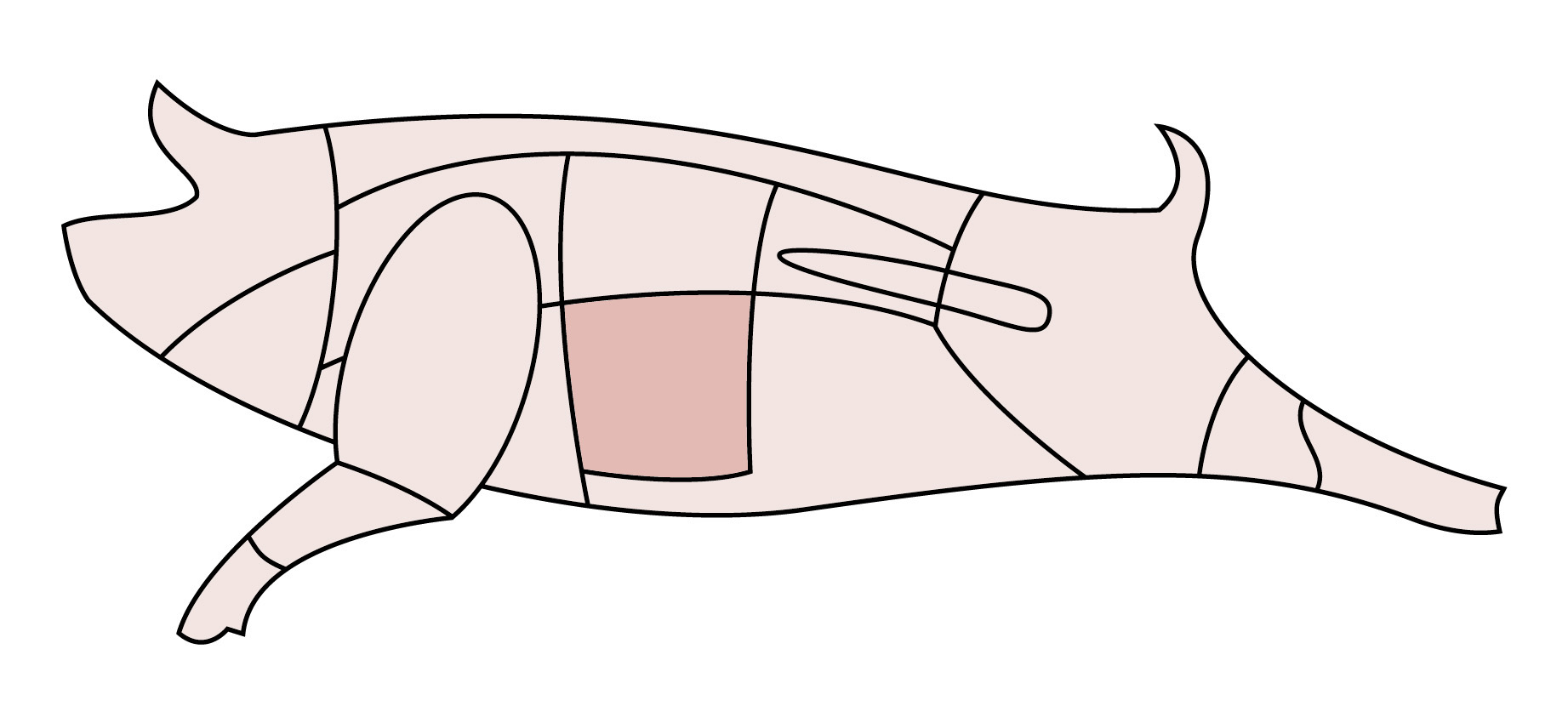
Schweinebauch. Das obere Drittel enthält noch Rippenknochen

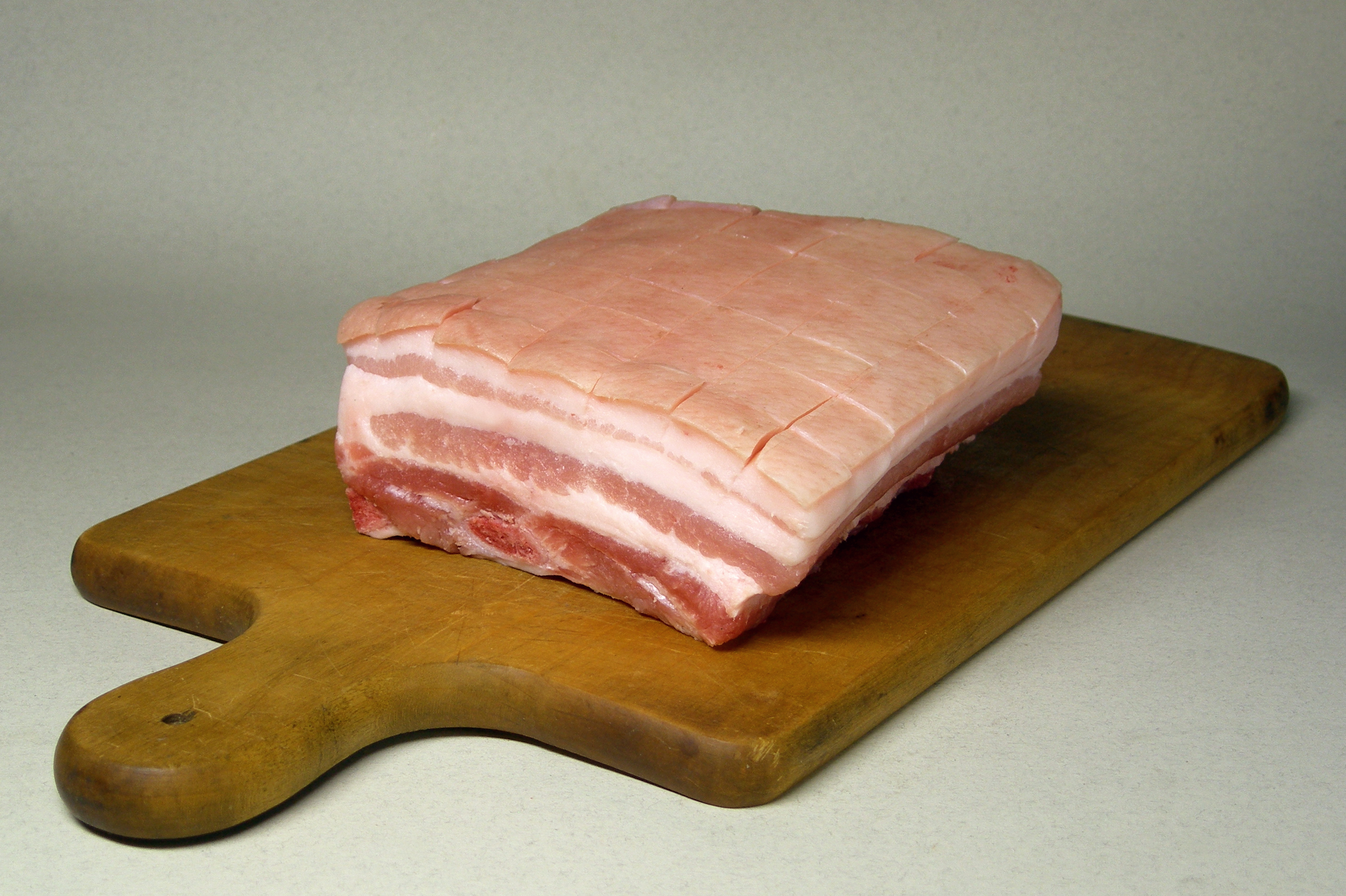
Bauchfleisch mit Schwarte und Knochen

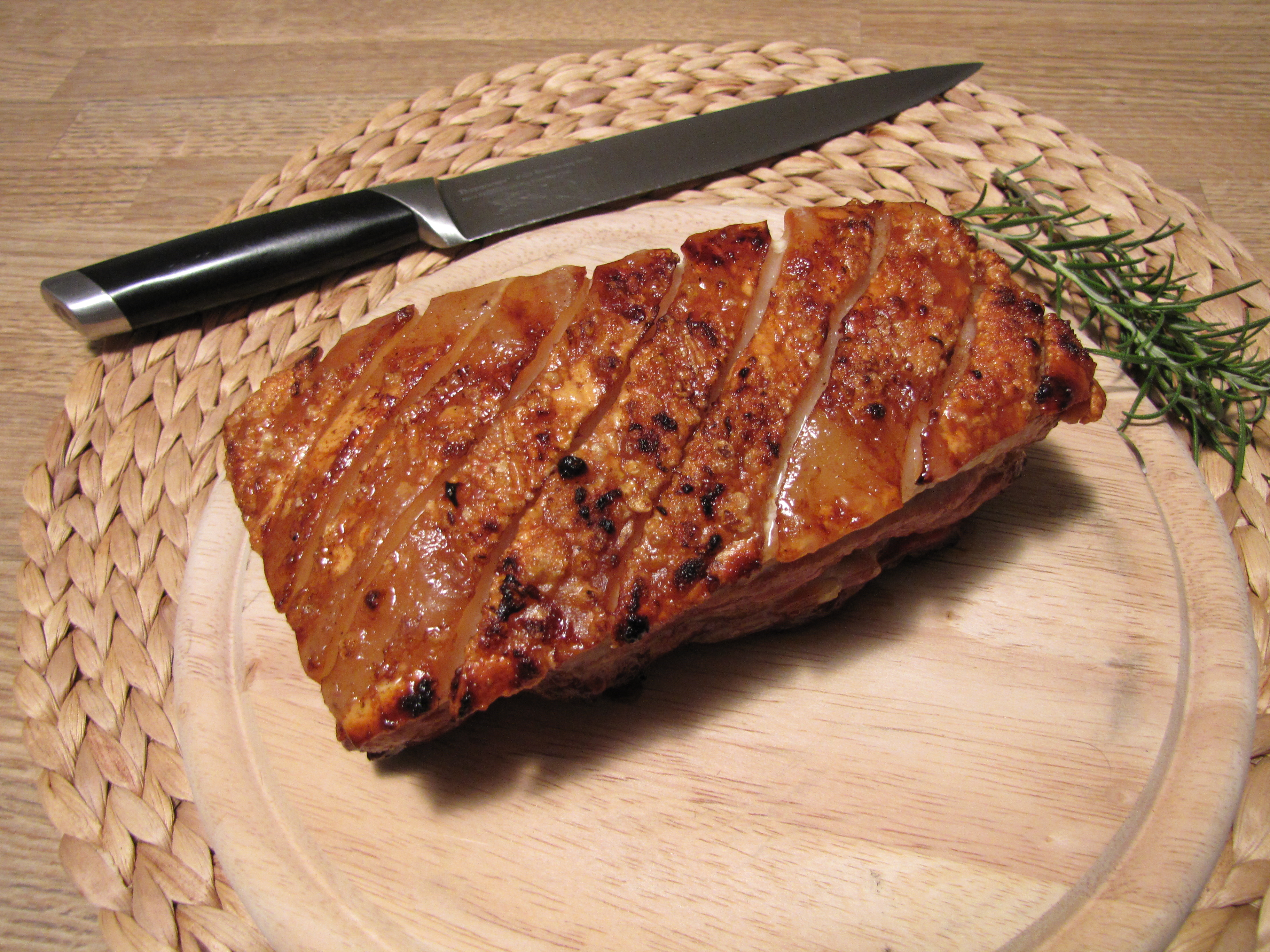
Gegrillter Schweinebauch am Stück

Als Schweinebauch werden die gut mit Fett durchwachsenen und mit Rippen durchzogenen Stücke der hinteren (caudalen) unteren (ventralen) Brustkörbe der Hausschweine bezeichnet. Dabei werden die Rippenknochen (mit dem umgebenden Gewebe) des oberen Drittels (vergleichbar der Hochrippe beim Rind, verwendet z. B. für Spareribs) als Schälrippe, Rippenspeer, Leiterchen und der Rest als Bauchfleisch angeboten, das als Bauchspeck auch zu durchwachsenem Speck verarbeitet wird. Schweinebauch kann gekocht, gebraten oder auch durch Pökeln und Lufttrocknen bzw. Räuchern konserviert werden.

## Sonstiges
Auf Grund ihrer Form werden Granitgroßpatten als Belag für Gehwege als Schweinebauch bezeichnet. Während deren Oberseite als Nutzung glatt und begehbar ist, sind die Unterseiten roh und unbearbeitet und liegen so fest in der Unterlage.